# Australian Open de 1975
O Australian Open de 1975 foi um torneio de tênis disputado nas quadras de grama do Kooyong Lawn Tennis Club, em Melbourne, na Austrália, entre 21 de dezembro de 1974 e 1º de janeiro de 1975. Corresponde à 7ª edição da era aberta e à 63ª de todos os tempos.

## Finais

### Profissional
| Categoria | Evento    | Campeã(s)(o/ões)                     | Vice-campeã(s)(o/ões)        | Resultado          | Chave(s)  | Chave(s)       |
| --------- | --------- | ------------------------------------ | ---------------------------- | ------------------ | --------- | -------------- |
| Simples   | Masculino | John Newcombe                        | Jimmy Connors                | 7–5, 3–6, 6–4, 7–5 | principal | qualificatório |
| Simples   | Feminino  | Evonne Goolagong Cawley              | Martina Navrátilová          | 6–3, 6–2           | principal | qualificatório |
| Duplas    | Masculino | John Alexander Phil Dent             | Bob Carmichael Allan Stone   | 6–3, 7–6           | principal | principal      |
| Duplas    | Feminino  | Evonne Goolagong Cawley Peggy Michel | Margaret Court Olga Morozova | 7–6, 7–6           | principal | principal      |

### Juvenil
| Categoria | Evento    | Campeã(s)(o/ões)           | Vice-campeã(s)(o/ões) | Resultado | Chave(s)  | Chave(s)       |
| --------- | --------- | -------------------------- | --------------------- | --------- | --------- | -------------- |
| Simples   | Masculino | Brad Drewett               |                       |           | principal | qualificatório |
| Simples   | Feminino  | Sue Barker                 | Chris O'Neill         | 6–2, 7–6  | principal | qualificatório |
| Duplas    | Masculino | Glenn Busby Warren Maher   |                       |           | principal | principal      |
| Duplas    | Feminino  | Diane Evers Nerida Gregory |                       |           | principal | principal      |